# Sarah Stork
Sarah Stork (n.* 6 februarie 1987  în Dortmund, Germania), este o actriță germană.

## Filmografie
- Din octombrie 2009, joacă rolul principal Sandra Ostermeyer în telenovela Sturm der Liebe.